# Dubois (Idaho)
Dubois é uma cidade localizada no estado americano de Idaho, no Condado de Clark.

## Demografia
Segundo o censo americano de 2000, a sua população era de 647 habitantes.
Em 2006, foi estimada uma população de 624, um decréscimo de 23 (-3.6%).

## Geografia
De acordo com o United States Census Bureau tem uma área de
5,8 km², dos quais 5,8 km² cobertos por terra e 0,0 km² cobertos por água. Dubois localiza-se a aproximadamente 1569 m acima do nível do mar.

## Localidades na vizinhança
O diagrama seguinte representa as localidades num raio de 52 km ao redor de Dubois.